# Козичино (Болгария)
Козичино (болг. Козичино) — село в Болгарии. Находится в Бургасской области, входит в общину Поморие. Население составляет 225 человек.

## Политическая ситуация
В местном кметстве Козичино, в состав которого входит Козичино, должность кмета (старосты) исполняет Тодор Милев (независимый) по результатам выборов правления кметства.
Кмет (мэр) общины Поморие — Петыр Георгиев Златанов (независимый) по результатам выборов в правление общины.